# 愛知県道136号一宮清須線
愛知県道136号一宮清須線（あいちけんどう136ごう いちのみやきよすせん）は、愛知県一宮市から同県清須市に至る一般県道である。

## 概要

### 路線データ
- 起点：愛知県一宮市起堤町（愛知県道18号大垣一宮線交点）
- 終点：愛知県清須市一場（国道302号（名古屋環状2号線）・愛知県道67号名古屋祖父江線交点）

## 沿革
- 1959年（昭和34年）12月15日：認定[1]

## 通過する自治体
- 愛知県
  - 一宮市
  - 稲沢市
  - 清須市

## 接続する道路
- 愛知県道18号大垣一宮線（濃尾大橋東交差点）
- 愛知県道129号一宮津島線（濃尾大橋東交差点 - 一宮市起堤町地内で重複）
- 愛知県道145号冨田一宮線（一宮市冨田牛池地内、一宮市立冨田保育園東方）
- 愛知県道147号西萩原北方線（西萩原交差点）
- 愛知県道513号一宮西中野線（南古城交差点、萩原下町交差点）
- 愛知県道458号一宮弥富線（巡見街道）（萩原下町交差点 - 萩原交差点で重複）
- 愛知県道148号萩原三条北方線（萩原交差点）
- 国道155号（萩原交差点 - 串作南交差点で重複）
- 愛知県道513号一宮西中野線（串作交差点）
- 愛知県道513号一宮西中野線バイパス（一宮市萩原町高木蟹子地内）
- 愛知県道14号岐阜稲沢線（西尾張中央道）（稲沢市石橋6丁目地内 - 稲沢市石橋3丁目地内で重複）
- 愛知県道133号稲沢祖父江線（稲沢市桜木1丁目地内）
- 愛知県道121号津島稲沢線（稲沢市稲葉2丁目地内）

この間東行き一方通行の区間あり（稲沢市稲葉2丁目地内 - 稲沢市小沢2丁目地内）
この間南行き一方通行の区間あり（稲沢市小沢2丁目地内 - 小沢3丁目西交差点）
- 愛知県道65号一宮蟹江線（稲沢市小沢4丁目地内 - 高御堂交差点で重複）
- 愛知県道62号春日井稲沢線（高御堂交差点）
- 愛知県道139号須成七宝稲沢線（高御堂交差点 - 曙橋北交差点で重複）

この間東行き一方通行の区間あり（稲沢市立高御堂中央保育園西 - 高御堂2丁目南交差点）
- 愛知県道155号井之口江南線（稲沢市井之口町池向地内）
- 愛知県道190号名古屋一宮線（岐阜街道、鮎鮨街道）（清須市春日二番割地内 - 清須中学校交差点で重複）
- 愛知県道163号一場中小田井線（岩倉街道）（一場交差点）
- 愛知県道127号助七西田中線（清須市一場地内）
- 国道302号（名古屋環状2号線）・愛知県道67号名古屋祖父江線（清須中学校交差点）

バイパス（西萩原交差点 - 一宮市西萩原上伴内地内）
- 愛知県道147号西萩原北方線（西萩原交差点）
- 愛知県道513号一宮西中野線（一宮市西萩原上伴内地内）

バイパス（一宮市明地新田橋上南地内 - 一宮市萩原町萩原西山越地内）
- 愛知県道458号一宮弥富線（巡見街道）（一宮市萩原町萩原西山越地内）

バイパス（清須市春日一番割地内 - 清須市春日二番割地内）
- 愛知県道62号春日井稲沢線（分地北交差点）
- 愛知県道190号名古屋一宮線（岐阜街道、鮎鮨街道）（分地北交差点 - 清須市春日二番割地内で重複）

## 沿線・周辺
- 尾西歴史民俗資料館
- 尾西記念病院
- 一宮市立萩原小学校
- 稲沢市上下水道庁舎
- 愛知啓成高等学校
- 愛知文教女子短期大学
- 稲沢市立高御堂小学校
- 稲沢市民会館
- 稲沢市中央図書館
- 稲沢市立大里東中学校
- 稲沢市立大里東小学校
- トヨタ名古屋自動車大学校
- 清須市立清洲中学校

## 別名
- 美濃街道（一宮市、稲沢市、清須市）
- 吉例街道（一宮市、稲沢市、清須市）
- 岐阜街道（清須市）
- 御鮨街道（清須市）
- 旧国道22号（清須市）